# Шахмарданов, Этибар
Этибар Шахмарданов (азерб. Etibar Şahmərdanov; род. 18 октября 1992) — азербайджанский футболист, полузащитник.

## Биография
Этибар Шахмарданов родился 18 октября 1992 года.
Занимался футболом в Азербайджане в бакинской РСДЮСШОР «Нефтчи», затем в Германии в «Эльмсхорне», «Хользации» из Эльмсхорна, «Пиннеберге», «Блау-Вайсс-96» из Шенефельда.
Играл на позиции полузащитника. В сезоне-2011/12 выступал в Германии за «Тюрк Бирликспор» из Пиннеберга. По ходу розыгрыша перешёл в азербайджанскую «Габалу», но не провёл ни одного матча.
Сезон-2012/13 начал в бакинском АЗАЛе, но, сыграв только 2 матча в чемпионате Азербайджана, в декабре 2012 года покинул клуб и вернулся в Германию и выступал за «Хенштедт-Ульцбург» в оберлиге Баден-Вюртемберг, провёл 8 игр.
В сезоне-2013/14 снова играл за «Тюрк Бирликспор».